# Émery Lavigne
Horace-Émery Lavigne (* 27. Januar 1859 in Montreal; † 2. Juli 1902 ebenda) war ein kanadischer Pianist, Organist und Musikpädagoge.

## Leben und Wirken
Der jüngere Brüder von Ernest und Arthur Lavigne war Schüler von Romain-Octave Pelletier. Nach einer Parisreise (1877) war er bis 1883 Organist an der St John’s Church in Oswego/New York.
Nach seiner Rückkehr nach Montreal wirkte er als Konzertpianist und Klavierbegleiter. Mit dem Montreal Symphony Orchestra führte er 1884 Saint-Saëns’ Rhapsodie d’Auvergne auf. Daneben trat er mit der Montreal Philharmonic Society und dem Mendelssohn Choir of Montreal sowie als Begleiter der Violinisten Camilla Urso, Sam Franko und Ovide Musin, der Cellisten Anton Hekking, Jean Gérardy und Joseph Hollman und des Sängers Sir Charles Santley auf.
1896 gründete er mit Joseph-Jean Goulet und Jean-Baptiste Dubois das Haydn-Trio. Von 1892 bis 1893 und von 1900 bis 1901 war er Präsident der Académie de musique du Québec. Er wurde von der Republik Frankreich mit dem Ordre des Palmes Académiques ausgezeichnet. Seine Gavotte Les Ondes für Klavier erschien 1887 im Druck.